# Resolución 1935 del Consejo de Seguridad de las Naciones Unidas
La Resolución 1935 del Consejo de Seguridad de Naciones Unidas, aprobada por unanimidad el 30 de julio de 2010, acordaba prorrogar el mandato de la  Misión de las Naciones Unidas y de la Unión Africana en Darfur (MINUAD-UNAMID) 12 meses más hasta el 31 de julio de 2011 tras examinar un informe del Secretario General. Además, hacía hincapié en que la Misión debería dar prioridad en el uso de sus recursos a la protección de los civiles en Darfur y garantizar el acceso de ayuda humanitaria, condenando los crecientes ataques que la MINUAD había sufrido durante los meses anteriores.

## Informe del Secretario General
La resolución se vio motivada por el Informe del Secretario General sobre la Operación Híbrida de la Unión Africana y las Naciones Unidas en Darfur (código S/2010/382) presentado el 14 de julio conforme a lo solicitado por el Consejo en su resolución 1881. En él se informa sobre "la ejecución del mandato MINUAD, la evolución del proceso político, la situación humanitaria y de seguridad, y el cumplimiento por todas las partes de sus obligaciones internacionales."
Entre los acontecimientos políticos se resaltó como hito en la vida política del país las elecciones generales de Sudán celebradas entre el 11 y el 15 de abril de 2010. Omar Al-Bashir, presidente de Sudán y miembro del Congreso Nacional, partido vencedor de las elecciones y que consiguió 73 de los 86 escaños asignados a Darfur, nombró a nueve representantes darfuríes como miembros de su nuevo gabinete. En cuanto a otras fuerzas implicadas en el Conflicto de Darfur, como el Movimiento de Liberación del Sudán, el informe señala que no consiguieron trasnformarse en partidos políticos de cara a las elecciones, aunque dos de sus miembros sí ganaron sendos escaño presentándose de manera independiente a la Asamblea Nacional y a la Asamblea Legislativa del estado de Darfur meridional.
Sobre el proceso de paz, el informe del Secretario General señaló que a principios de abril de 2010, con la cercanía de las elecciones, el gobierno de Sudán se había retirado de las negociaciones. Ambas partes, gobierno y Movimiento por la Justicia y la Igualdad, tampoco habían podido lograr un avance hacia un protocolo de alto el fuego o un acuerdo definitivo del mismo desde la firma del Acuerdo Marco de febrero de 2010. En la práctica, el informe señalaba que esa paralización significaba que "continúa el conflicto armado entre el Movimiento por la Justicia y la Igualdad y las tropas del Gobierno del Sudán en violación flagrante de la cesación de las hostilidades estipulada en el Acuerdo Marco."
En materia de seguridad el informe apuntaba hacia un "deterioro apreciable" de la situación en los últimos meses, reanudándose los enfrentamientos entre tropas gubernamentales y milicias del Movimiento por la Justicia y la Igualdad. Según datos de la MINUAD, el nivel de violencia de 2010 "superaba con creces" el registrado el 2009 (año en el que se reportaron 832 muertos por violencia). La firma de los Acuerdos Marco y la celebración de las elecciones supusieron un "periodo de relativa calma", ya que solo en mayo se registraron 400 muertos, principalmente por los combates. El mandato de la MINUAD se vio limitado por deber suspender las patrullas en zonas de combate por orden de las Fuerzas Armadas de Sudán. El informe también afirmó que "el Gobierno y los movimientos armados han negado a la MINUAD el acceso a las zonas afectadas por los enfrentamientos y a los civiles atrapados en medio de la violencia." Entre julio de 2009 y julio de 2010, la MINUAD había registrado 28 ataques contra sus tropas de mantenimiento de la paz con un resultado de 10 muertos y 26 heridos. Además, durante el mismo periodo, personal diverso de las Naciones Unidas había sido objeto de "actos de bandidaje y delincuencia" en 54 ocasiones, concentrándose en el robo de vehículos de la Organización.
En cuanto a la situación humanitaria, se informó que existían unos dos millones de desplazados (la cuarta parte de la población de Darfur), dependiendo de la ayuda humanitaria para subsistir. El flujo de desplazados se estimaba semejante al de 2009, año en el que quedaron desplazadas 175.000 personas. El Programa Mundial de Alimentos asistió a más de tres millones de personas durante mayo de 2010, aunque 250.000 personas no pudieron acceder al mismo por varios motivos, entre ellos la falta de seguridad. La calidad y abastecimiento de agua empeoraba, según el informe, por la expulsión en marzo de 2009 de varias ONGs especializadas en el suministro y saneamiento de agua potable.
Sobre la misión de la MINUAD, el informe señalaba que ésta contaba con 17.308 efectivos militares y 4.208 civiles a fecha 28 de junio de 2010. Según el Secretario General, el conflicto de Darfur seguía siendo "uno de los más difíciles a que hace frente la comunidad internacional" y que a pesar de los esfuerzos de la Unión Africana y la mediación de las Naciones Unidas "los intentos por generar una adhesión más amplia en la búsqueda de una paz negociada han sido frustrados por la fragmentación de los movimientos armados de Darfur y por las continuas operaciones militares sobre el terreno", sentenciando que no había "indicios de que se esté buscando la paz en Darfur con seriedad y buena fe." La recomendación final del informe era que "que el Consejo prorrogue el mandato de la misión por otro año".